# Lagenoglandulina
Lagenoglandulina es un género de foraminífero bentónico de la subfamilia Nodosariinae, de la familia Nodosariidae, de la superfamilia Nodosarioidea, del suborden Lagenina y del orden Lagenida. Su especie tipo es Lagenoglandulina subovata. Su rango cronoestratigráfico abarca desde el Luteciense inferior (Eoceno medio) hasta el Aquitaniense (Mioceno inferior).

## Clasificación
Lagenoglandulina incluye a las siguientes especies:
- Lagenoglandulina annulata
- Lagenoglandulina subovata